# Festival Records
Festival Records fue una compañía discográfica y editorial australiana fundada en Sídney en 1952. El sello fue propiedad del grupo multimedia News Limited desde 1961 hasta su cierre en 2005. La compañía tuvo mucho éxito durante la mayor parte de sus cincuenta años de vida, a pesar de que hasta un 90% de sus ganancias anuales fueron desviadas regularmente por Rupert Murdoch, propietario de News Limited, a subsidiar sus otras empresas del grupo.

## Historia
El sello discográfico fue creado por una de los primeros bancos de inversión de Australia, Mainguard, fundado por el empresario Paul Cullen. Mainguard tenía una amplia gama de inversiones, incluidos una cadena de supermercados y una compañía ballenera, también financiaba los proyectos del cineasta australiano Charles Chauvel. Festival Records comenzó su actividad el 21 de octubre de 1952 con el músico Les Welch como A&R de la compañía. Gracias a la gestión de Welch, el sello se hizo con los derechos de publicación en Australia del disco de Bill Haley, "Rock Around The Clock" que se convirtió rápidamente en un éxito y en el disco más vendido hasta la fecha en el país. La discográfica apostó por el rock and roll desde sus inicios, contratando a emergentes estrellas locales como Johnny O'Keefe, Col Joye y Dig Richards. A pesar del éxito del sello discográfico, los problemas financieros de Mainguard hicieron que Cullen lo vendiera al magnate del sector inmobiliario L.J. Hooker en 1957. En 1961, Hooker vendió la compañía al empresario australiano Rupert Murdoch, propietario de News Limited, un conglomerado internacional de medios de comunicación.
Al igual que ocurriera unos años antes con el sencillo de Bill Haley, Festival se hizo con los derechos de publicación de "The Lonely Bull" de Herb Alpert & the Tijuana Brass, que nuevamente se convirtió en un éxito masivo en Australia, lo que posibilitó que la compañía firmara un crucial acuerdo de distribución con el sello estadounidense A&M Records, que facilitó a Festival un importante número de sencillos de éxito. Bajo la astuta dirección del presidente de la compañía, Alan Hely, el sello rápidamente se convirtió en una de las principales marcas pop en Australia, y hasta finales de la década de 1960 y principios de los 70, rivalizó, y a menudo superó a EMI como líder del mercado discográfico australiano. Hely creó una sólida lista cultivando el talento australiano y estableciendo acuerdos de distribución con importantes sellos independientes locales como Spin Records y Clarion Records en los años sesenta y Mushroom Records en los años setenta. También firmó importantes acuerdos de distribución con sellos discográficos internacionales como Island Records, Chrysalis Records, Arista Records y A&M Records, que otorgaron a Festival los derechos australianos exclusivos de un flujo constante de éxitos internacionales.  A través de Festival Records se dieron a conocer al mundo los más importantes artistas australianos de la época, como The Delltones, Warren Williams, Billy Thorpe, the Bee Gees, Ray Brown & the Whispers, Jimmy Little, Mike Furber, Olivia Newton-John, Johnny Young, Jamie Redfern, Wild Cherries, y Jeff St. John.
En 1973, Janet Mead, una monja católica y cantante australiana, publicó con Festival el sencillo "The Lord's Prayer", En 1974 se convirtió en uno de los éxitos sorpresa del año, alcanzando el tercer puesto de la lista australiana de singles y el cuarto en la Billboard Hot 100 en Estados Unidos. En 2004 fue nominada a un Premio Grammy y a un Golden Gospel Award.
Durante los años 80 continuaron los éxitos gracias, en parte, a las alianzas con los sellos Mushroom Records y Regular Records, cuyo catálogo incluía a bandas como Icehouse, Mental As Anything y The Cockroaches (más tarde conocidos como the Wiggles). En 1995 Hely se retiró y su lugar fue ocupado por James Murdoch, hijo de Rupert Murdoch. Los éxitos continuaron para Festival Records con artistas como Amiel Daemion o Kylie Minogue. La compañía se hizo también con los derechos de publicación de artistas como Moby, Madonna, Britney Spears y Michael Crawford. También con los de bandas sonoras, como la de Moulin Rouge! en 2002. A pesar de estos éxitos, los ingresos fueron cayendo y en 2006 la compañía se encontraba en una situación financiera desesperada. En octubre, Festival Records anunció su cierre y la venta de sus activos musicales grabados a Warner Music Australasia.